# Am wenigsten entwickelte Länder

Weltkarte der am wenigsten entwickelten Länder 2020 (ehemalige Staaten in grün)

Am wenigsten entwickelte Länder (WEL; englisch Least Developed Countries (LDC)) ist ein von den Vereinten Nationen definierter sozialökonomischer Status, den eine Gruppe von 44 besonders armen Ländern überall in der Welt besitzt. Diese am wenigsten entwickelten Länder der Welt werden auch als „Vierte Welt“ bezeichnet.

## Begriffsklärung
Die am wenigsten entwickelten Länder (WEL) sind eine Teilauswahl der Entwicklungsländer, die als besonders arm gelten.
Im Englischen ist die Abkürzung LDC vieldeutig und führt zu anhaltenden Verwechslungen: Sowohl Least Developed Countries (am wenigsten entwickelte Länder) als auch Less Developed Countries (je nach Kontext: weitere Entwicklungsländer oder alle Entwicklungsländer) wird als LDC abgekürzt. Teils wurde im Englischen für die WEL die „Abkürzung“ LLDC verwendet, die jedoch weitere Verwirrung stiftet, da sie als echte Abkürzung für Landlocked Developing Countries dient. Um die Verwechslungsgefahr zu reduzieren, werden teilweise die Less Developed Countries ausweichend als Developing Countries, abgekürzt DC, bezeichnet. Auch bei Behörden wie dem Bundesministerium für wirtschaftliche Zusammenarbeit und Entwicklung (BMZ) und Organisationen der Vereinten Nationen finden sich Verwechslungen zwischen den Begriffen.
Für den deutschen Sprachgebrauch hat sich das BMZ mittlerweile auf die verwirrende englische Abkürzung „LDC“ oder den unbestimmten deutschen Begriff „Entwicklungsland“ festgelegt. Die Schweizer Direktion für Entwicklung und Zusammenarbeit (DEZA) vermeidet den Begriff „Entwicklungsland“ zugunsten der Bezeichnung „Partnerland“.

## Kriterien für die Aufnahme
Bis 1990 wurden als ausschlaggebende Kriterien für die Einstufung als WEL das Pro-Kopf-Einkommen, der Anteil der Industrie am Bruttoinlandsprodukt (BIP) und die Alphabetisierungsrate herangezogen.
Dieser Kriterienkatalog wurde 1991 von vier neuen, umfassenden Kriterien abgelöst, um auch langfristige Entwicklungshemmnisse wie z. B. Strukturschwächen und niedriges Niveau der Entwicklung menschlicher Ressourcen bei der Beurteilung berücksichtigen zu können.
Bei der letzten Überarbeitung der Liste der WEL im Jahr 2009 verwendete das Komitee für Entwicklungspolitik die folgenden drei Kriterien für ihre Einordnung:
1. Bruttonationaleinkommen pro Kopf im Dreijahres-Durchschnitt von weniger als 1018 US-$ als Aufnahmekriterium und von über 1222[2] US-$ als Aufstiegskriterium.
2. Ein geringer Menschlicher Vermögensindex (HAI) – er liefert Aussagen über soziale Merkmale wie Gesundheit und Bildung. Historisch ersetzt er den früheren Augmented Physical Quality of Life Index (APQLI). Er macht Angaben zur Zufuhr von Nahrungsenergie pro Kopf in % des Minimalbedarfs, zur Kindersterblichkeitsrate, zur Alphabetisierungsrate unter Erwachsenen und zur Einschulungsrate in Sekundarschulen.
3. Ein hoher Wirtschaftlicher Verwundbarkeitsindex (EVI) – er beschreibt die Verwundbarkeit von Gesellschaften und ersetzt den alten Index der ökonomischen Diversifizierung (EDI). Er orientiert sich an den Exporten, der Instabilität der Exporterlöse, der Agrarproduktion und dem Anteil von verarbeitender Industrie und Dienstleistungen am BIP.

Um der Liste hinzugefügt zu werden, müssen alle drei Kriterien erfüllt sein. Zusätzlich, da die fundamentale Bedeutung der Liste ist, strukturelle Nachteile zu erkennen – so auch zahlenmäßig zu kleine Volksgemeinschaften –, darf die Einwohnerzahl 75 Millionen Menschen nicht übersteigen.
Von der Liste der WEL kann ein Land gestrichen werden, wenn es die (oberen) Grenzwerte von mindestens zwei der drei erstgenannten Kriterien in mindestens zwei aufeinanderfolgenden Überprüfungen überschreitet.
Die differenzierten zugrundeliegenden Indikatoren genießen weltweit eine hohe Akzeptanz. Kritisiert wird allerdings der Bevölkerungsindikator, aufgrund dessen diese Einteilung wenig über die tatsächliche Verteilung von Armut in der Welt aussagt, die mögliche politische Instrumentalisierung dieser Klassifizierung und, dass die Einteilung sehr aufwendig zustande kommt.
Die Aufnahme in die WEL kann für den betroffenen Staat durchaus begehrt sein, da in den Geberländern die Qualität der Entwicklungspolitik oft an ihrer Ausrichtung auf diese Ländergruppe gemessen wird. Daher erhalten diese bevorzugt nichtrückzuzahlende Zuschüsse (Grants) oder Kredite zu günstigeren Bedingungen (Internationale Entwicklungsorganisation, IDA).
Die Bezeichnung „am wenigsten entwickelte Länder“ lehnt sich stark an den vom Entwicklungsprogramm der Vereinten Nationen erstellten Index der menschlichen Entwicklung (HDI) an, mit dem die Entwicklung eines Landes in Hinblick auf wirtschaftliche und soziale Kriterien gemessen wird. In der Rangfolge dieses Indizes wird die Gruppe der Länder am untersten Ende als am wenigsten entwickelte Länder bezeichnet. Da dieser Index nur ausgewählte soziale Kriterien berücksichtigt, gibt es auch Kritik sowohl am Index selbst als auch an der von ihm abgeleiteten Bezeichnung.
Gemeinsam mit den Entwicklungsländern ohne Meereszugang (englisch Landlocked Developing Countries, kurz: LLDC) und den kleinen Inselentwicklungsländern (englisch Small Island Developing States, kurz: SIDS) werden die WEL seit 2001 von einem hohen Beauftragten für die am wenigsten entwickelten Länder, Binnenentwicklungsländer und kleinen Inselentwicklungsländer repräsentiert. Aufgrund einer Resolution der UN-Vollversammlung wurde dieses Büro am Sitz der Weltorganisation in New York eingerichtet, um bei den verschiedenen Aktionsprogrammen für diese Ländergruppen koordinierend zu helfen. Ein internationaler Politikbereich, wo diese Ländergruppen eine besondere Aufmerksamkeit erfahren, ist die internationale Klimapolitik. Bereits in der Klimarahmenkonvention (UNFCCC) wurde vereinbart, dass die Vertragsstaaten in Bezug auf Klimafinanzierung und Technologietransfer die Bedürfnisse der WEL besonders berücksichtigen sollen. So gibt es im UNFCCC-Prozess besondere Unterstützung für die WEL durch die Bereitstellung von Informationen, durch Beratung bei der Planung der Anpassung an die globale Erwärmung und durch einen speziellen Finanzmechanismus, den Fonds für die am wenigsten entwickelten Länder (englisch Least Developed Countries Fund, kurz: LDCF).

## Aktuelle WEL
| Asien                          | Asien                          | Afrika       | Afrika                        | Afrika | Afrika |
| ------------------------------ | ------------------------------ | ------------ | ----------------------------- | ------ | ------ |
|                                | Afghanistan*                   |              | Angola                        |        | Mali*  |
| Bangladesch                    | Äthiopien*                     | Mauretanien  |                               |        |        |
| Jemen                          | Benin                          | Mosambik     |                               |        |        |
| Kambodscha                     | Burkina Faso*                  | Niger*       |                               |        |        |
| Laos*                          | Burundi*                       | Ruanda*      |                               |        |        |
| Myanmar                        | Demokratische Republik Kongo   | Sambia*      |                               |        |        |
| Nepal*                         | Dschibuti                      | Senegal      |                               |        |        |
| Osttimor**                     | Eritrea                        | Sierra Leone |                               |        |        |
| Ozeanien                       | Ozeanien                       | Gambia       | Somalia                       |        |        |
|                                | Kiribati**                     | Guinea       | Sudan                         |        |        |
| Salomonen**                    | Guinea-Bissau**                | Südsudan*    |                               |        |        |
| Tuvalu**                       | Komoren**                      | Tansania     |                               |        |        |
| Karibik                        | Karibik                        | Lesotho*     | Togo                          |        |        |
|                                | Haiti**                        | Liberia      | Tschad*                       |        |        |
| * auch in der Gruppe der LLDC  | * auch in der Gruppe der LLDC  | Madagaskar   | Uganda*                       |        |        |
| ** auch in der Gruppe der SIDS | ** auch in der Gruppe der SIDS | Malawi*      | Zentralafrikanische Republik* |        |        |

Quelle: